# Hele vole, kde mám káru?
Hele vole, kde mám káru? je americký komediální film z roku 2000 natočený režisérem Dannym Leinerem.

## Děj
Jesse a Chester, dva nerozluční kamarádi, si po párty, která proběhla minulou noc, nemohou vzpomenout, kde je jejich auto. V ten den navíc jejich přítelkyně, dvojčata, mají narozeniny a oni pro ně měli dárky v tom autě. Postupně s pomocí jiných se snaží vybavit, co celou noc dělali a hlavně, kde je jejich auto.
Ve filmu vystupuje převaděč spojitosti, což je předmět vypadající jako rubikova kostka, který se po složení promění v kovovou blikající kouli, která má moc během chvilky zbořit vesmír.

## Osoby a obsazení
| Ashton Kutcher      | Jesse Montgomery III |
| Seann William Scott | Chester Greenburg    |
| Jennifer Garnerová  | Wanda                |
| Marla Sokoloff      | Wilma                |
| Kristy Swanson      | Christie Boner       |
| David Herman        | Nelson               |
| Hal Sparks          | Zoltan - vůdce klanu |
| Charlie O'Connell   | Tommy                |
| John Toles-Bey      | Mr. Pizzacoli        |

## Dabing
| Jméno postavy        | Herecký představitel | Jméno dabéra   |
| -------------------- | -------------------- | -------------- |
| Jesse Montgomery III | Ashton Kutcher       | Michal Jagelka |
| Chester Greenburg    | Seann William Scott  | Filip Švarc    |

## Zajímavosti
- Italský model Fabio si v tomto filmu zahrál mini cameo roli.